# Amphipoda
Amphipoda là danh pháp của "bộ Giáp xác chân hai loại" hoặc thường gọi là bộ giáp mềm là một bộ gồm các loài động vật giáp xác có giáp mềm, không có mai và có các cơ quan bị nén lại. Bộ giáp mềm (Amphipoda) có kích thước từ 1 đến 340 milimet (0.039 đến 13 inch), chủ yếu là các loài ăn tạp hoặc loài ăn xác thối. Cho đến nay đã có hơn 9.900 loài amphipoda được xác định. Chúng chủ yếu là động vật biển, nhưng chúng có trong hầu hết các môi trường thủy sinh. Khoảng 1.900 loài sống trong nước ngọt, và bộ này cũng bao gồm các động vật trên cạn và bọ nhảy cát như Talitrus saltator.